# Lijst van premiers van Armenië
Hieronder staat een chronologische lijst van premiers van Armenië, inclusief van diens voorloper de Democratische Republiek Armenië (1918-1920).

## Premiers van de Democratische Republiek Armenië (1918-1920)
| Premier                | Periode        | Partij |
| ---------------------- | -------------- | ------ |
| Hovhannes Kacharznuni  | 1918-1919      | HHD    |
| Aleksandr I. Khatisyan | 1919-1920      | HHD    |
| Hamazasp Ohandzhanyan  | mei-nov. 1920  | HHD    |
| Simeon Vratsyan        | nov.-dec. 1920 | HHD    |

## Premiers van Armenië (1990-heden)
| Nr. | Premier | Premier                        | Ambtstermijn      | Ambtstermijn      | Partij                          |
| --- | ------- | ------------------------------ | ----------------- | ----------------- | ------------------------------- |
| 1   |         | Vazgen Manukian (1946)         | 13 augustus 1990  | 22 november 1991  | Nationale Democratische Unie    |
| 2   |         | Gagik Harutjunian (1948)       | 22 november 1991  | 30 juli 1992      | Onafhankelijk                   |
| 3   |         | Khosrov Harutjunian (1948)     | 30 juli 1992      | 2 februari 1993   | Onafhankelijk                   |
| 4   |         | Hrant Bagratian (1958)         | 2 februari 1993   | 4 november 1996   | Pan-Armeense Nationale Beweging |
| 5   |         | Armen Sargsian (1953)          | 4 november 1996   | 20 maart 1997     | Onafhankelijk                   |
| 6   |         | Robert Kotsjarian (1954)       | 20 maart 1997     | 10 april 1998     | Onafhankelijk                   |
| 7   |         | Armen Darbinian (1965)         | 10 april 1998     | 11 juni 1999      | Onafhankelijk                   |
| 8   |         | Vazgen Sargsian (1959-1999)    | 11 juni 1999      | 27 oktober 1999   | Armeense Republikeinse Partij   |
| 9   |         | Aram Sargsian (1961)           | 3 november 1999   | 2 mei 2000        | Armeense Republikeinse Partij   |
| 10  |         | Andranik Margarian (1951-2007) | 12 mei 2000       | 25 maart 2007     | Armeense Republikeinse Partij   |
| 11  |         | Serzj Sarkisian (1954)         | 26 maart 2007     | 9 april 2008      | Armeense Republikeinse Partij   |
| 12  |         | Tigran Sargsian (1960)         | 9 april 2008      | 3 april 2014      | Armeense Republikeinse Partij   |
| 13  |         | Hovik Abrahamian (1958)        | 13 april 2014     | 13 september 2016 | Armeense Republikeinse Partij   |
| 14  |         | Karen Karapetian (1963)        | 13 september 2016 | 17 april 2018     | Armeense Republikeinse Partij   |
| 15  |         | Serzj Sarkisian (1954)         | 17 april 2018     | 23 april 2018     | Armeense Republikeinse Partij   |
| 16  |         | Karen Karapetian (1963)        | 23 april 2018     | 8 mei 2018        | Armeense Republikeinse Partij   |
| 17  |         | Nikol Pasjinian (1975)         | 8 mei 2018        | heden             | Yelk                            |